# Höhlenrettung

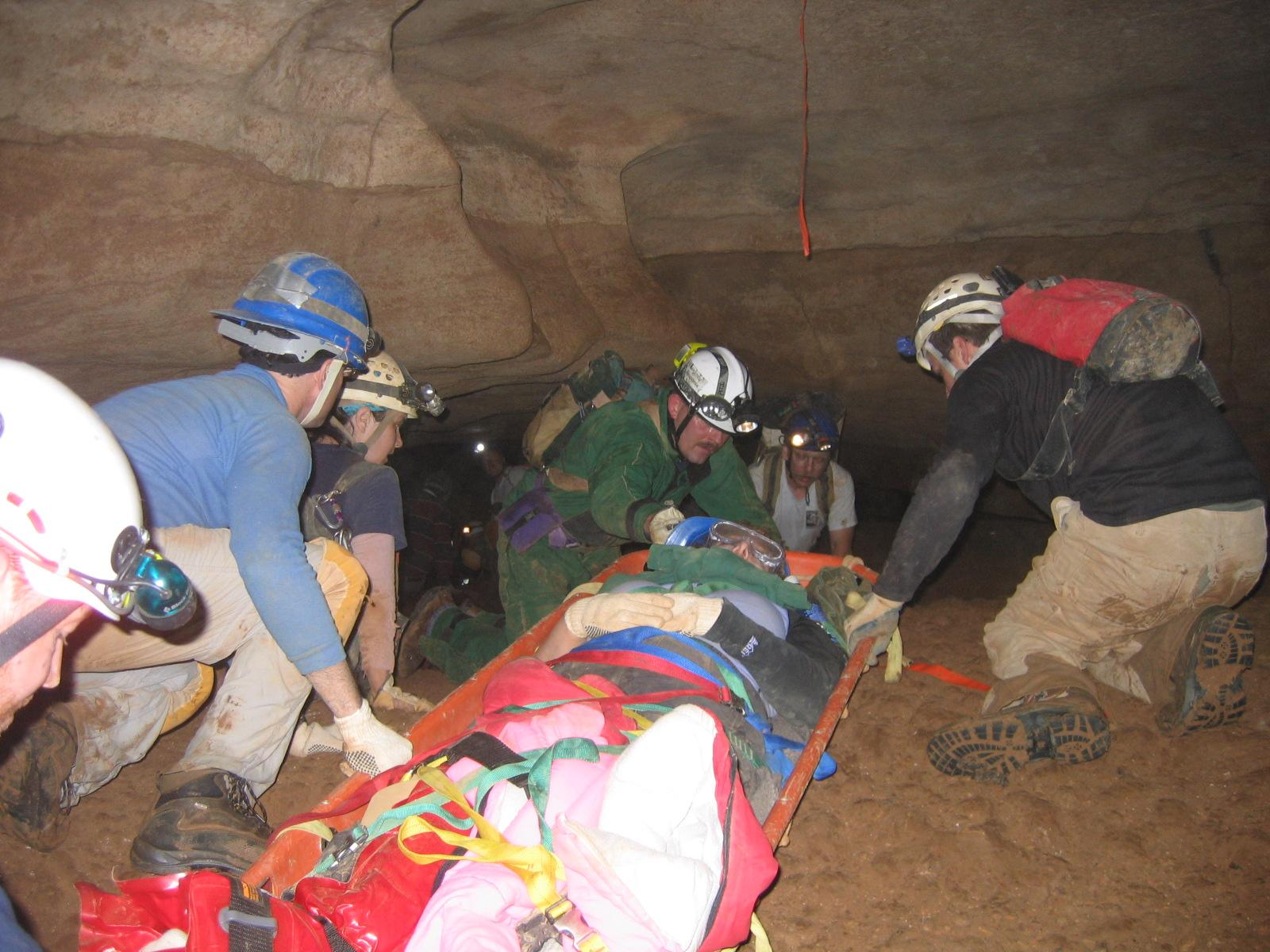
Mitglieder eines Höhlenrettungsteam üben die Bergung eines Höhlenforschers aus einer Höhle mittels Schleifkorbtrage.

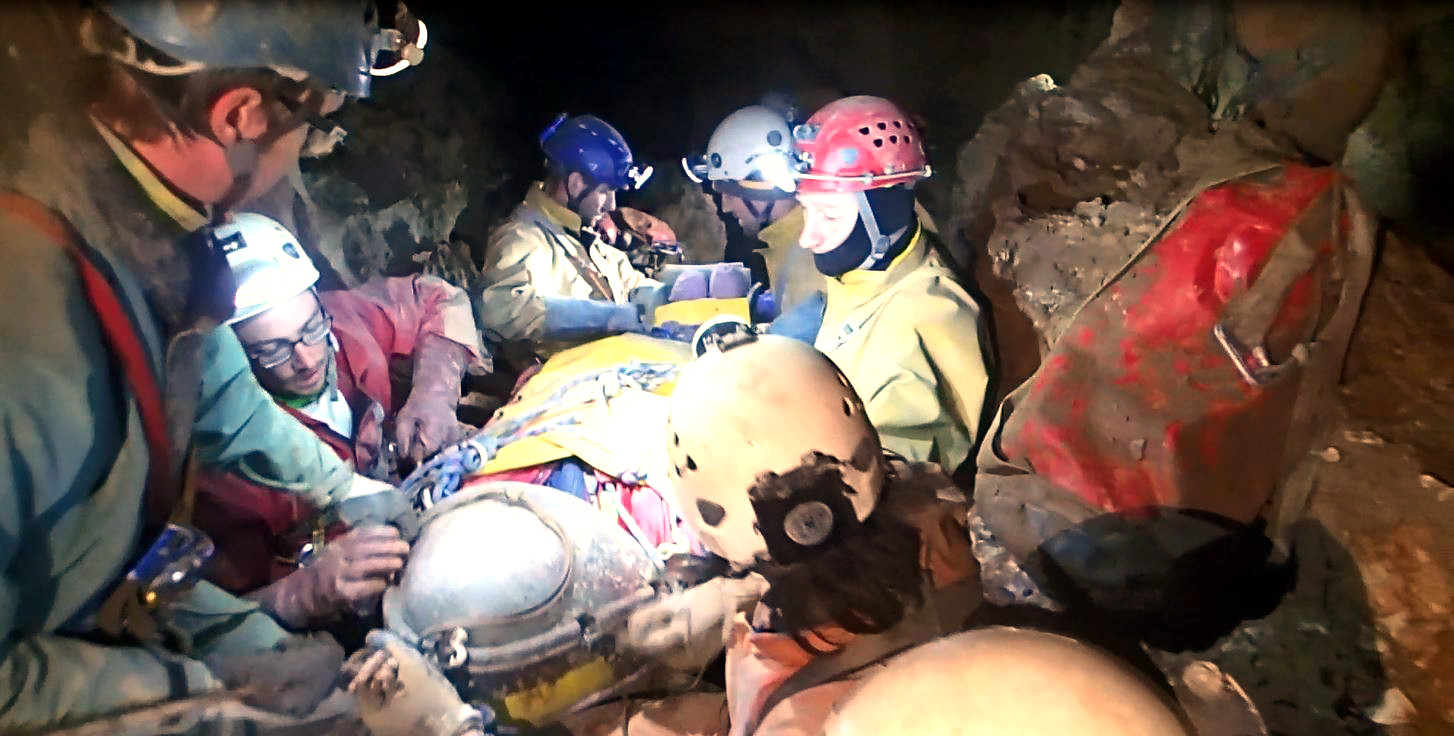
Versorgung eines Verletzten in der Riesending-Schachthöhle

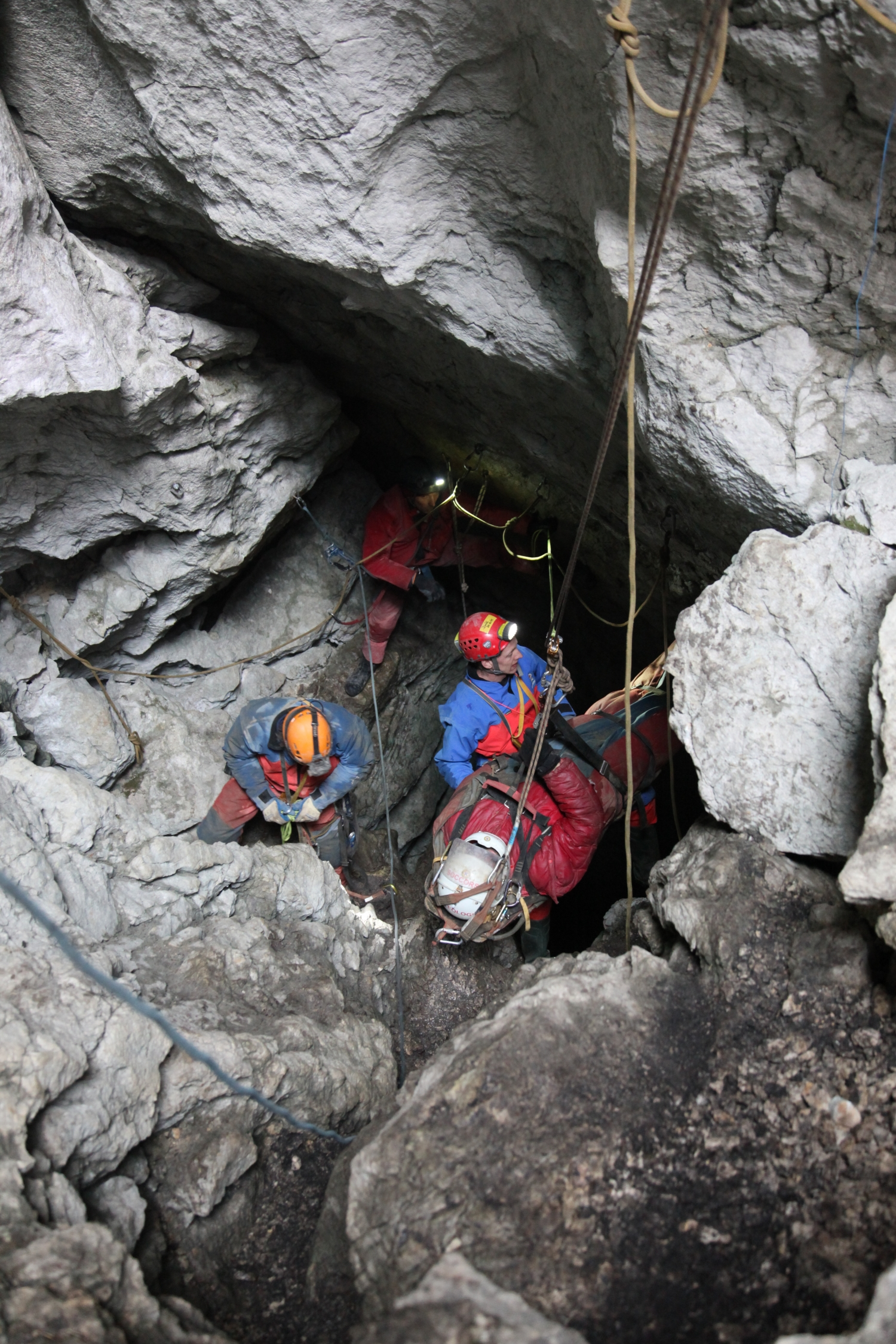
Rettung eines Verletzten durch den Höhleneingang

Die Höhlenrettung dient der Rettung, Bergung und medizinischen Versorgung von verletzten Höhlenforschern oder -touristen aus Höhlen und unterirdischen Hohlräumen.

## Organisation/Struktur
Die Höhlenrettung ist in vielen Ländern bzw. Bundesländern unterschiedlich geregelt und organisiert. 
In Deutschland sind die Einzelgruppen im Höhlenrettungsverbund Deutschland (HRVD) vereint und arbeiten bei größeren Unfällen zusammen. Der Verband hat eine Richtlinie zur Höhlenrettung erlassen. Teilweise wird die Rettung durch Feuerwehr oder Bergwacht durchgeführt. In Baden-Württemberg existiert darüber hinaus mit der Höhlenrettung Baden-Württemberg eine Höhlenrettung, die sich überwiegend aus Höhlenforschern zusammensetzt, welche teilweise medizinisch ausgebildet sind.
In der Schweiz arbeiten drei Organisationen seit Jahren erfolgreich zusammen: die Höhlenrettungskommission Spéléo Secours der Schweizerischen Gesellschaft für Höhlenforschung, die Alpine Rettung Schweiz, und die Schweizerische Rettungsflugwacht Rega.

## Entstehung und Geschichte
Die regionalen Höhlenrettungsgruppen haben ihren Ursprung in der Regel in den örtlichen Höhlenvereinen und entstanden aus der Erfahrung, dass gängige Hilfsorganisationen nicht den Erfordernissen einer Rettung in Höhlen gewachsen waren. So ist der Transport von Verletzten besonders aufwändig, erfordert spezielles Material und Wissen um die Besonderheiten dieser Umgebung und kann auch gegebenenfalls sehr lange dauern: Spéléo Secours erwähnt, dass bei einem durchschnittlichen Rettungseinsatz zwölf Helfer während mehr als 24 Stunden im Einsatz sind.
In den meisten deutschen Karstgebieten wurde die Notwendigkeit einer spezialisierten und durchorganisierten Höhlenrettung im Laufe der Zeit von den Rettungsorganisationen erkannt und akzeptiert, teilweise wurden die existierenden Gruppen dort integriert, je nach Bundesland z. B. bei Bergwacht (Deutsches Rotes Kreuz, Bayerisches Rotes Kreuz), Feuerwehr oder Malteser Hilfsdienst.
In Bayern ist die Höhlenrettung ab dem 1. Januar 2009 explizit im Rettungsdienstgesetz (BayRDG) verankert.

### Bekannte Einsätze
Einsätze von Höhlenrettern haben internationale Bekanntheit erfahren:
- Zwei finnische Höhlentaucher kamen im Jahr 2014 in der norwegischen Pluragrotta ums Leben. Während ein erster Versuch der britischen Höhlenretter und -taucher Richard Stanton, John Volanthen und Jason Mallinson scheiterte, die Leichen zu bergen, gelang dies später finnischen Tauchern trotz eines Begehungsverbots. Dies wurde im Dokumentarfilm Diving into the Unknown (2016) geschildert.[5]
- Die Rettung des Höhlenforschers Johann Westhauser aus der Riesending-Schachthöhle. Der Unfall geschah in einer Höhle in mehr als 900 Metern Tiefe. Die Höhle ist dafür bekannt, dass schon eine normale Begehung zahlreiche technische Schwierigkeiten bietet, und viel Ausdauer und große Erfahrung voraussetzt. Mehr als zweihundert Retter aus Italien, Kroatien, Österreich, der Schweiz und Deutschland arbeiteten während mehr als zehn Tagen an der Bergung des Verunfallten.
- Die Rettungsaktion in der Tham Luang, bei welcher ein Fußball-Juniorenteam auf einem Ausflug von Wassermassen eingeschlossen wurde. Die Rettung wurde zu einer großen Herausforderung für Höhlentaucher; einer der Retter kam ums Leben.

## Aufgaben
Neben einer effizienten Rettung stehen auch Prävention, Schulung und Aufklärung von Höhlenforschern im Vordergrund. So werden in verschiedenen Seminaren den Teilnehmern die Technik der Kameraden- und Selbstrettung beigebracht. Dazu gibt es ausführliche Anleitungen im Internet.

## Kameradenrettung
Kameradenrettung bedeutet, dass ein unverletzter Kamerad einem Verunfallten in der Höhle technisch wie medizinisch Erste Hilfe leisten kann. Bei Seilbefahrungen in einem Schacht beinhaltet dies ebenso das korrekte Befreien und Ablassen eines handlungsunfähigen Patienten.
Die Kameradenrettung ist aufgrund der normalerweise langen Zeitspanne (bis zu mehreren Stunden) zwischen Unfall und Eintreffen der Höhlenrettung (vgl. therapiefreies Intervall) von erheblicher Bedeutung und entscheidet letztlich den weiteren Verlauf einer Rettung. Insbesondere dem Wärmeerhalt des Verletzten und seiner Betreuer kommt dabei ein hoher Stellenwert zu. Es ist empfehlenswert, neben einem auf Höhlen abgestimmten Erste-Hilfe-Päckchen (mind. eines pro Gruppe) auch Rettungsdecken mitzuführen (eine pro Person). Verschiedene Organisationen bestimmen auch die Mindestgröße einer Gruppe, die gemeinsam unterwegs sein muss, und ebenso eine Mindestzahl von Personen, die in erster Hilfe und medizinischen Eingriffen (zum Beispiel Verabreichung von Infusionen) ausgebildet sind.

## Besondere Gefahren in einer Höhle
In Höhlen existieren besondere Gefahrenquellen, wie:
- Dunkelheit,
- Kälte,
- enge Stellen,
- rutschiger Untergrund,
- unberechenbarer Wasserstand,
- ungenaue Positionen (kein GPS-Empfang in Höhlen),
- wenig verfügbare Kommunikationsmittel (kein Funk- oder Handy-Empfang in Höhlen), außer mit speziellen Höhlenfunksystemen, wie dem Cave-Link oder dem Heyphone,
- Rettung ohne spezielles technisches Material und Know-how schwer durchführbar,
- Gefahr eines Rettungskollapses,
- und nicht zuletzt die durch die ungewohnte Umgebung entstehende psychische Belastung, welche die Entscheidungsfindung erschwert.

## Gefahrenabwehr
Bei der Gefahrenabwehr ist folgendes zu beachten:
- Notrufnummern und Vorgehensweisen für den Notfall im Voraus abklären,
- einer dritten, zuverlässigen Person die Zeit mitteilen, bis wann man die Höhle wieder verlassen haben will und ab wann die Höhlenrettung alarmiert werden soll,
- nie alleine gehen,
- ausreichend elektrisches Licht: Mindestens zwei Taschen-/Stirnlampen pro Person mit vollen Ersatzbatterien,
- ausreichend Wärmeschutz: Fleece-Overall, Neoprenanzug, Wollsocken, wasserdicht verpackte Ersatzkleidung,
- enge Stellen gegebenenfalls meiden,
- festes Schuhwerk und Handschuhe. Beim Begehen der Höhle jeden Schritt sicher durchführen; auf lose Felsbrocken achten und meiden,
- Information über aktuellen und zu erwartenden Wasserstand einholen, dabei die Jahreszeit beachten,
- Höhlen nur in Begleitung einer ortskundigen Person besuchen (besonders in verwinkelten Höhlensystemen mit mehreren Parallelgängen kann es leicht zu Verwirrung kommen)[7]
- im Notfall unverzüglich Kameradenhilfe durchführen und bei Bedarf schnellstens die Höhlenrettung alarmieren.

## Notrufnummern
In Europa kann prinzipiell der Euro-Notruf 112 verwendet werden. In vielen Ländern empfiehlt sich die Alarmierung der Höhlenrettung direkt über eine definierte Anlaufstelle. Unbedingt das Stichwort "Höhlenunfall unter Tage" angeben! Verwechslungen mit der Höhenrettung sind insbesondere bei der Alarmierung über Feuerwehr- und Integrierte Leitstellen nicht ausgeschlossen und können das Eintreffen der Höhlenretter beträchtlich verzögern.
Deutsche Höhlenrettungen werden über Rettungsleitstellen alarmiert. Ein Alarmplan für Deutschland ist auf den Seiten des HRVD zu finden.
In der Schweiz wird Spéléo Secours beziehungsweise die Alpine Rettung Schweiz über die Rufnummer der Rega, 1414, aufgeboten.

## Trivia
Um das Jahr 2002 stellte John Hey mit dem Heyphone ein freies, für den Netzaufbau bei Höhlenrettungen optimiertes, Funkgerät vor. Das heute nicht mehr empfohlene Funkgerät ist damit ein frühes Beispiel für Open-Source-Hardware.